# Élection présidentielle centrafricaine de 1981
L'élection présidentielle centrafricaine de 1981 se déroule le 15 mars 1981. La Constitution du 1er février 1981 rétablit le suffrage universel pour l’élection du président de la République, le mandat du président de la République est de six ans rééligible une seule fois. Au terme du scrutin, la participation atteint 76,7 % des électeurs inscrits. Le président sortant, David Dacko, est élu dès le 1er tour à la majorité de 51,10 % et 374 027 voix.

## Résultats
| Candidats                | Candidats                | Partis                   | Voix    | %     |
| ------------------------ | ------------------------ | ------------------------ | ------- | ----- |
|                          | David Dacko              | UDC                      | 374 027 | 51,10 |
|                          | Ange-Félix Patassé       | MLPC                     | 283 739 | 38,77 |
|                          | François Péhoua          | GIR                      | 39 661  | 5,42  |
|                          | Henri Maïdou             | PPR                      | 24 007  | 3,28  |
|                          | Abel Goumba              | FPP                      | 10 512  | 1,44  |
|                          |                          |                          |         |       |
| Votes valides            | Votes valides            | Votes valides            | 731 946 | 99,26 |
| Votes blancs et nuls     | Votes blancs et nuls     | Votes blancs et nuls     | 12 742  | 0,74  |
| Total                    | Total                    | Total                    | 744 688 | 100   |
| Abstention               | Abstention               | Abstention               | 226 707 | 23,34 |
| Inscrits / participation | Inscrits / participation | Inscrits / participation | 971 395 | 76,66 |